# Fukuoka International Women's Cup 2014
Il Fukuoka International Women's Cup 2014 è stato un torneo di tennis facente parte della categoria ITF Women's Circuit nell'ambito dell'ITF Women's Circuit 2014. Il torneo si è giocato a Fukuoka in Giappone dal 5 all'11 maggio 2014 su campi in erba e aveva un montepremi di $50,000.

## Partecipanti

### Teste di serie
| Nazionalità | Giocatrice        | Ranking* | Testa di serie |
| ----------- | ----------------- | -------- | -------------- |
| Belgio      | An-Sophie Mestach | 120      | 1              |
| Rep. Ceca   | Kristýna Plíšková | 128      | 2              |
| Giappone    | Eri Hozumi        | 166      | 3              |
| Giappone    | Erika Sema        | 183      | 4              |
| Giappone    | Sachie Ishizu     | 186      | 5              |
| Ucraina     | Ol'ga Savčuk      | 188      | 6              |
| Francia     | Irena Pavlović    | 193      | 7              |
| Russia      | Ekaterina Byčkova | 207      | 8              |
| Regno Unito | Naomi Broady      | 218      | 9              |

- Ranking al 28 aprile 2014.

### Altre partecipanti
Giocatrici che hanno ricevuto una wild card:
- Miyu Katō
- Naomi Ōsaka
- Riko Sawayanagi
- Tamarine Tanasugarn

Giocatrici che sono passate dalle qualificazioni:
- Monique Adamczak
- Miyabi Inoue
- Ana Veselinović
- Yuuki Tanaka
- Tori Kinard (lucky loser)

## Vincitrici

### Singolare
Naomi Broady ha battuto in finale  Kristýna Plíšková con il punteggio di 5–7, 6–3, 6–4

### Doppio
Shūko Aoyama /  Eri Hozumi hanno battuto in finale  Naomi Broady /  Eléni Daniilídou con il punteggio di 6–3, 6–4